# Averruncus (mitologia)
Averruncus – w mitologii rzymskiej bóstwo posiadające moc odwracania i zażegnywania nieszczęść.